# Donald II
Donald II, Gaelisch: Dòmhnall mac Chòiseim (?, ? – Forres of Dunnottar, 900) was koning van de Picten en koning van Alba. Hij volgde Eochaid en Giric op en regeerde gedurende elf jaren. In Berchan's Prophecy wordt hij the rough one (de ruwe) genoemd, met weinig interesse voor heilige relieken en psalmen.
Tijdens zijn regering had hij veel te maken met invallen van de Gaelen en de Vikingen. Tijdens de regering van zijn vader Constantijn I had de Viking Harald Noorwegen veroverd en tot één koninkrijk gemaakt. Een aantal jarls, die zich niet wilden onderwerpen, vluchtten naar Orkney, Shetland en de Hebriden, van waaruit zij strooptochten ondernamen, onder andere naar de kusten van Noorwegen. Ten tijde van de regering van Donald II ondernam koning Harald een expeditie om deze jarls aan te pakken. Harald schoonde Shetland en daarna Orkney. Vervolgens plunderde hij op de Hebriden en op het vasteland van Schotland. Shetland en Orkney voegde hij toe aan zijn koninkrijk.
De tweede earl van Orkney, Sigurd Eynsteinson (broer van Rognvald Eynsteinson, de eerste earl), sloot een verbond met Thorstein de Rode, zoon van Olaf de Witte, koning van Dublin. Tezamen namen zij Caithness, Sutherland en delen van Ross en Moray in. Sigurd stierf ten gevolge van verwondingen opgelopen in de gevechten; Thorstein de Rode riep zichzelf uit tot koning van Noord-Schotland. Hij regeerde ongeveer een jaar totdat hij viel in een gevecht in Caithness. Zijn nakomelingen vestigden zich in IJsland, net als verscheidene andere Vikingen en Kelten, die gevlucht waren voor koning Harald.
Donald II hield tijdens deze periode wel de laaglanden in zijn greep. Hij werd als eerste ri alban genoemd, koning van Alba. Strathclyde werd in deze tijd geregeerd door ene koning Donald, vermoedelijk een nabije bloedverwant. Uiteindelijk sneuvelde Donald II in een gevecht in Noord-Schotland bij Dunnottar of Forres in het jaar 900. Donald II werd begraven op Iona.
- Gemeinsame Normdatei: 1023259168
- Virtual International Authority File: 316739284